# Chiesa di San Francesco

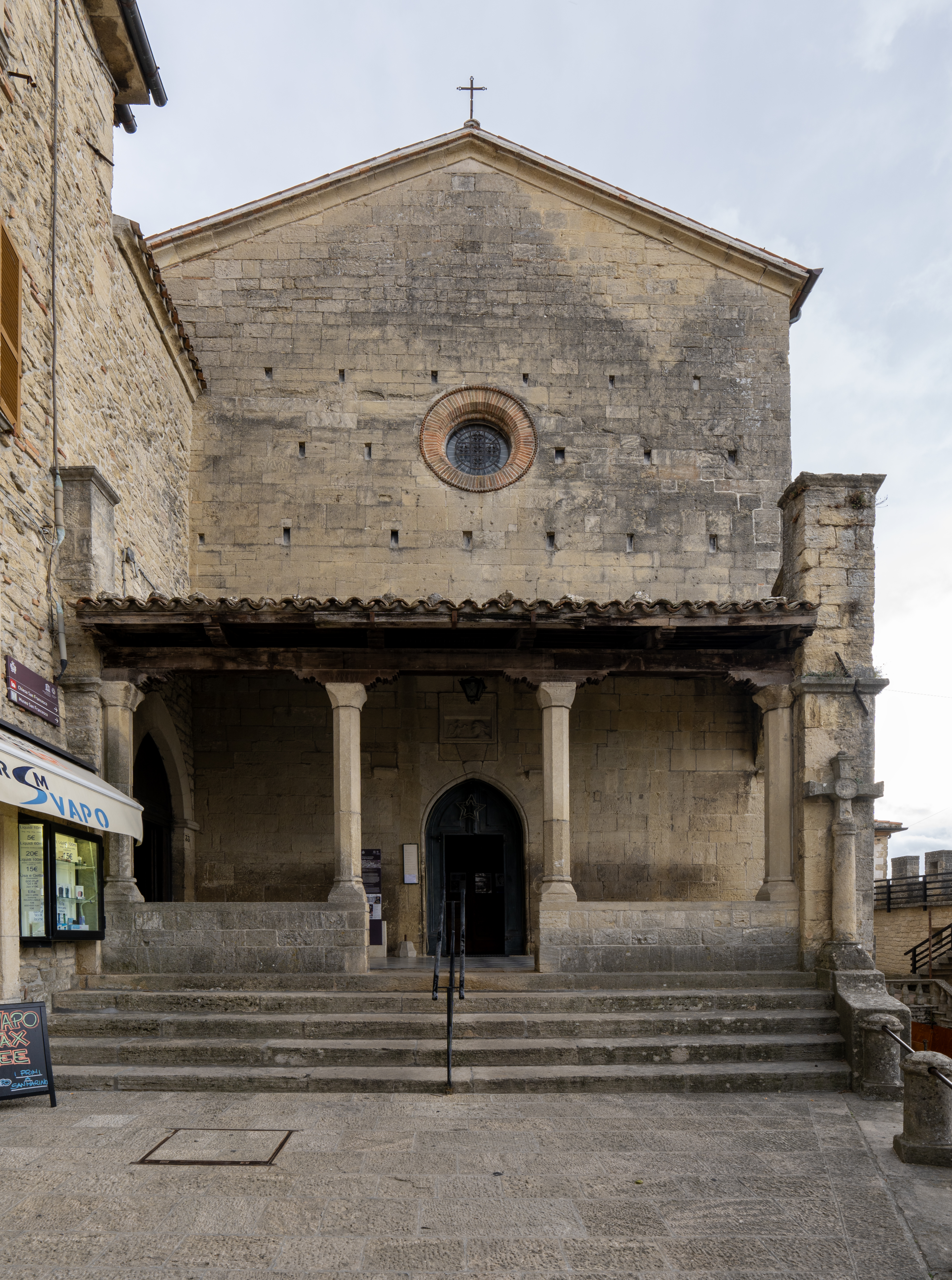
Chiesa di San Francesco

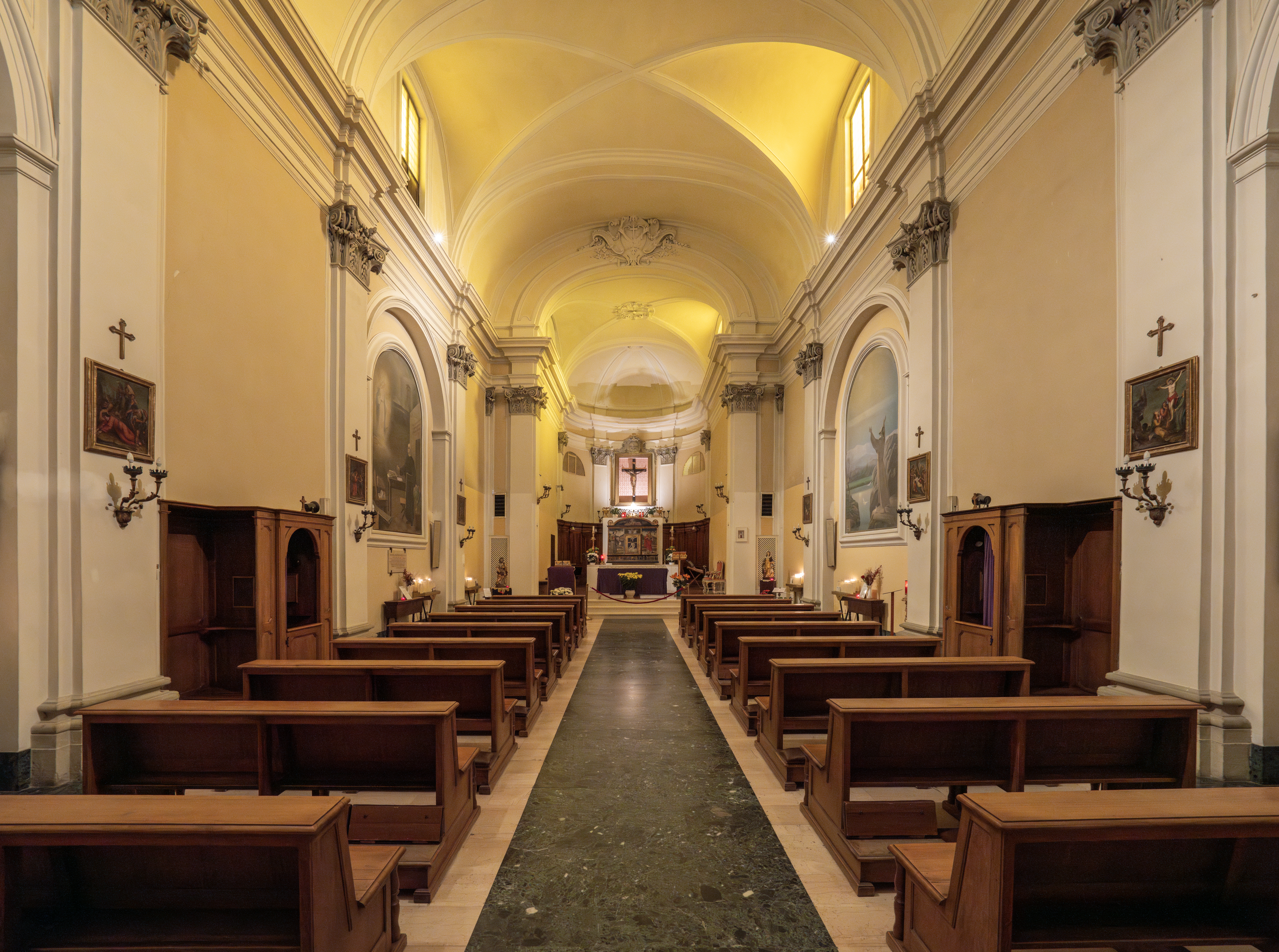
Innerhalb

Die Chiesa di San Francesco zählt zu den ältesten römisch-katholischen Kirchen in der Republik San Marino. Sie befindet sich im historischen Zentrum an den alten Stadtmauern der Stadt San Marino.

## Geschichte
Die Kirche und das angrenzende Kloster wurden in der Mitte des 14. Jahrhunderts im Auftrag der Franziskaner-Minoriten (Ordine dei frati minori conventuali) errichtet und um 1400 geweiht. Die Baumeister waren langobardische Bauhandwerker und Steinmetze, die am Comer See beheimatet waren. Der Name des Architekten, der aus der Gilde der Magistri Comacini stammte, ist nicht bekannt. Symbole, Steinmetzarbeiten und Inschriften an der Westwand der Kirche belegen jedoch den Ursprung. Beim Bau wurde von den Maestri Comacini auch Material des alten Klosters aus dem Ortsteil Murata verwendet.
Eine Tafel am Eingangstor weist in gotischen Lettern darauf hin, dass sich die Kirche 1361 bereits im Bau befand.

Die Kirche auf der San-marinesischen 10-Cent-Münze

Das Bauwerk wurde aus Sandstein gebaut, der in quadratische und rechteckige Blöcke gehauen wurde. Die Säulenhalle ist mit drei Bögen bedeckt. Der Tabernakel aus Kupfer ist die Arbeit des Handwerkers Romolo Mulazzani aus Rimini. Die Gemälde zu Ehren der heiligen Santa Lucia, Santa Anna und des Franziskus von Assisi stammen von Ciro Parisa und Giovanni Francesco Barbieri. Das Holzkreuz stammt ebenfalls aus dem 14. Jahrhundert. Das Altarbild und die Wand- und Deckenmalereien wurden von Antonio Alberti da Ferrara im ersten Jahrzehnt des 15. Jahrhunderts erstellt. Im Kreuzgang befindet sich das Grab des Bischofs Madroni Marino, der im 15. Jahrhundert im Minoritenkloster lebte.
Durch Zerstörungen der Franziskaneranlage wurde der Innenraum 1790 neu strukturiert. Bei den Bauarbeiten wurde auch die Backstein-Rosette erneuert, die sich heute über dem Eingang befindet. Ihr heutiges Aussehen erhielt die Kirche im Jahre 1792.

## Ausstellung
Seit 1966 befindet sich im ehemaligen, an der Chiesa angrenzenden Franziskanerkloster das Museo San Francesco. Die Ausstellung besteht aus zwei Teilen: Sakrale Kunst und Kunstgalerie. Das Museum beherbergt Werke des künstlerischen Erbes der Kirche von San Marino und des Klosters sowie Gegenstände aus anderen franziskanischen Kirchen und Klöstern. Die Gemälde auf Holz und Leinwand und kostbare Fresken und Gewänder stammen aus dem 14. zum 18. Jahrhundert. Die Klosterbibliothek beheimatet verschiedene Kodizes, Manuskripte sowie verschiedene theologische und philosophische Schriften aus dem 15. und 16. Jahrhundert.